# Miss USA 2021
Miss USA 2021 là cuộc thi Hoa hậu Hoa Kỳ lần thứ 70, cuộc thi được tổ chức vào ngày 29 tháng 9 năm 2021 tại Nhà hát Paradise Cove, Khu nghỉ dưỡng Sòng bạc River Spirit, Tulsa, Oklahoma. Phiên bản này đánh dấu năm đầu tiên diễn ra cuộc thi dưới sự chỉ đạo của Crystle Stewart.
Cuối sự kiện, Asya Branch, Miss USA 2020 đã trao vương miện cho Elle Smith đến từ Kentucky với tư cách là Miss USA 2021. Đây là danh hiệu đầu tiên của Kentucky sau mười lăm năm. Smith cũng là người Mỹ gốc Phi thứ ba liên tiếp giành được danh hiệu này và là người thứ năm trong sáu năm. Cô đại diện cho Hoa Kỳ tại Hoa hậu Hoàn vũ 2021, lọt vào top 10. Cô là một trong những hoa hậu có nhiệm kì ngắn nhất cuộc thi với mười tháng bốn ngày.

## Thông tin cuộc thi

### Tác động của COVID-19 đối với các cuộc thi cấp bang
Đại dịch COVID-19 đã ảnh hưởng đến lịch trình của Miss USA 2020, khiến cuộc thi này bị hoãn từ mùa xuân năm 2020 đến tháng 11 năm 2020. Ban đầu, mỗi tổ chức tiểu bang dự định lên lịch tổ chức cuộc thi Miss USA 2021 vào mùa thu 2020 và mùa đông 2020–21, khung thời gian điển hình cho các cuộc thi cấp tiểu bang. trở lại những năm 1970. Tuy nhiên, hầu hết các cuộc thi cấp bang sau đó đã được dời lại sang mùa xuân và mùa hè năm 2021 để tránh xung đột lịch trình với Miss America 2022. Các cuộc thi cấp bang thường diễn ra trong hầu hết tháng 6 năm 2021 và được kéo dài thêm đến cuối mùa hè và đầu mùa thu do lo ngại về khả năng tham gia, các mối đe dọa của sự bùng phát trở lại của COVID-19.

### Lựa chọn thí sinh
Đại diện từ 50 tiểu bang và Đặc khu Columbia đã được chọn trong các cuộc thi cấp bang bắt đầu vào tháng 9 năm 2020. Các cuộc thi cấp bang đầu tiên là Idaho và Montana, được tổ chức cùng nhau vào ngày ban đầu là ngày 27 tháng 9 năm 2020, và cuộc thi cấp bang cuối cùng là California, được tổ chức vào ngày 12 tháng 9 năm 2021, 350 ngày sau khi bắt đầu mùa cuộc thi Hoa hậu 2021, trở thành cuộc thi dài nhất trong lịch sử Hoa hậu Mỹ.
11 đại diện trước đây đã từng tranh tài ở Miss Teen USA và Miss America, trong đó 8 đại diện từng chiến thắng bang Miss Teen USA và 3 đại diện từng chiến thắng bang Miss America. Kataluna Enriquez, Hoa hậu Nevada Hoa Kỳ 2021, trở thành người phụ nữ chuyển giới công khai đầu tiên tranh tài tại Hoa hậu Mỹ.

## Kết quả

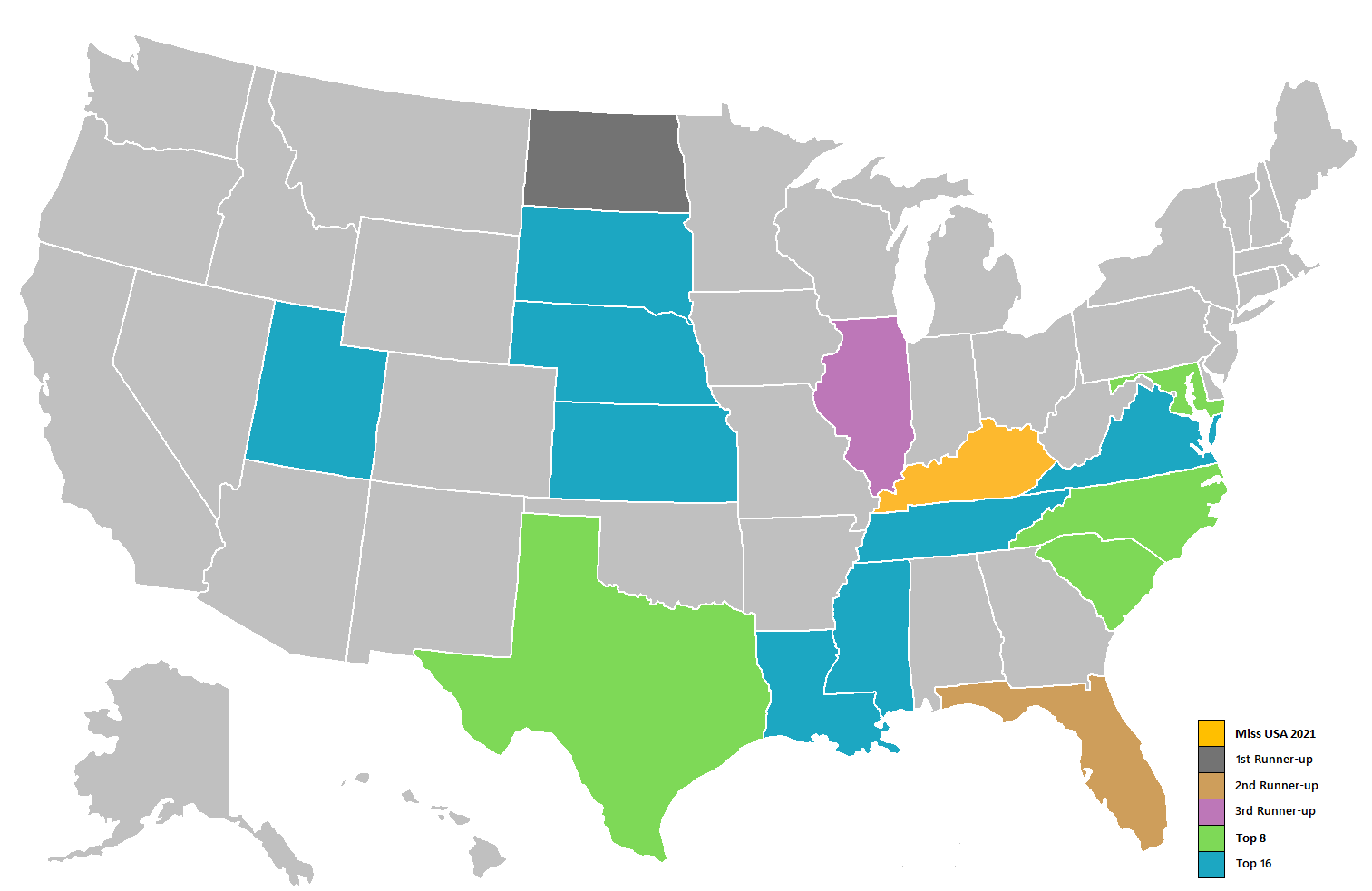
Kết quả của Hoa hậu Hoa Kỳ 2021 thông qua dạng bản đồ.

### Thứ hạng
| Kết quả       | Thí sinh |
| ------------- | --- |
| Miss USA 2021 | - Kentucky – Elle Smith |
| Á hậu 1       | - Bắc Dakota – Caitlyn Vogel |
| Á hậu 2       | - Florida – Ashley Cariño |
| Á hậu 3       | - Illinois – Sydni Bennett |
| Top 8         | - Maryland – Layilah Nasser - Bắc Carolina – Madison Bryant - Nam Carolina – Marley Stokes - Texas – Victoria Hinojosa |
| Top 16        | - Kansas – Gracie Hunt - Louisiana – Tanya Crowe - Mississippi – Bailey Anderson - Nebraska – Erika Etzelmiller - Nam Dakota – Caroline Pettey § - Tennessee – Elizabeth Pistole - Utah – JessiKate Riley - Virginia – Christina Thompson |

§: Thí sinh được vào top 16 nhờ bình chọn qua mạng.

### Thứ tự công bố
| 1. Bắc Dakota 2. Maryland 3. Utah 4. Nebraska 5. Bắc Carolina 6. Illinois 7. Louisiana 8. Mississippi 9. Tennessee 10. Kentucky 11. Kansas 12. Florida 13. Virginia 14. Nam Carolina 15. Texas 16. Nam Dakota | 1. Florida 2. Maryland 3. Illinois 4. Nam Carolina 5. Texas 6. Kentucky 7. Bắc Carolina 8. Bắc Dakota |

### Các giải thưởng đặc biệt

#### Trang phục bang đẹp nhất
| Kết quả     | Thí sinh                        |
| ----------- | ------------------------------- |
| Chiến thắng | - Tennessee – Elizabeth Pistole |
| Hạng 2      | - Utah – JessiKate Riley        |
| Hạng 3      | - Oklahoma – Albreuna Gonzaque  |

#### Các giải thưởng khác
| Giải thưởng        | Thí sinh                          |
| ------------------ | --------------------------------- |
| Hoa hậu Thân thiện | - Michigan – Taylor Hale          |
| Hoa hậu Ảnh        | - Pennsylvania – Sydney Robertson |

## Cuộc thi
Sau khi đại dịch COVID-19 vẫn đang tiếp diễn, các sự kiện như hoạt động trước cuộc thi và họp báo từ các bình luận viên cuộc thi đã được quay lại khắp Tulsa.

### Bán kết
Trước chung kết, các thí sinh bước vào vòng sơ khảo trang phục bơi và trang phục dạ hội. Được tổ chức vào ngày 26 tháng 11 tại River Spirit Casino Resort do Nicole Adamo và Asya Branch dẫn chương trình.

### Chung kết
Như phiên bản trước, 16 thí sinh được chọn vào bán kết; 15 thí sinh lọt vào vòng bán kết được ban giám khảo bán kết lựa chọn, 1 thí sinh được chọn thông qua bình chọn trực tuyến của người hâm mộ. Top 16 sau đó tranh tài ở cả trang phục áo tắm và trang phục dạ hội, trước khi 8 người được chọn đi tiếp. Top 8 tham gia vòng thảo luận nhóm được tiến hành theo hai nhóm bốn người và sau đó trả lời các câu hỏi cuối cùng từ ban giám khảo. Người chiến thắng và á hậu được công bố sau.

### Giám khảo

#### Bán kết
- Paul Anthony – Nhà tạo mẫu tóc người Mỹ
- Elan Biongiorno – Chuyên gia trang điểm nổi tiếng người Mỹ
- LeeAnne Locken – Nhân vật truyền hình thực tế Mỹ và Hoa hậu Arizona Hoa Kỳ 1989
- Pamela Price – Vận động viên marathon người Mỹ
- Chuck Steelman – Nhà phân tích và chuyên gia thời trang người Mỹ

#### Chung kết
- Natalía Barulích – Người mẫu và ca sĩ người Croatia gốc Cuba, người có ảnh hưởng trên mạng xã hội và là ca sĩ[10]
- Sophie Elgort – Nhiếp ảnh gia người Mỹ[11]
- Chloe Flower – Nhà soạn nhạc và nghệ sĩ piano cổ điển người Mỹ[12]
- Ty Hunter – Nhà tạo mẫu cá nhân người Mỹ[13]
- Haley Kalil – Người mẫu Mỹ và là Hoa hậu Minnesota Hoa Kỳ 2014[14]
- Alton Mason – Người mẫu người Mỹ[15]
- Pascal Mouawad – Thợ kim hoàn, doanh nhân và CEO người Liban của Mouawad[16]
- Oliver Trevena – Diễn viên và người dẫn chương trình truyền hình người Anh[17]

## Thí sinh
51 thí sinh cạnh tranh cho danh hiệu.
| Bang             | Thí sinh                    | Tuổi | Quê quán           | Ghi chú                                                                                                |
| ---------------- | --------------------------- | ---- | ------------------ | --- |
| Alabama          | Alexandria Flanigan         | 25   | Cullman            | |
| Alaska           | Madison Lea Edwards         | 25   | Anchorage          | |
| Arizona          | Cassidy Jo Jacks            | 27   | Mesa               | Thí sinh sau này của mùa 1 chương trình Nông Dân Muốn Có Vợ                                            |
| Arkansas         | Stephanie Barber            | 23   | Fayetteville       | |
| California       | Sabrina Lewis               | 24   | Berkeley           | Sau này là Hoa hậu California 2023                                                                     |
| Colorado         | Olivia Lorenzo              | 20   | Fort Collins       | |
| Connecticut      | Amanda Torchia              | 25   | Middlebury         | |
| Delaware         | Drew Sanclemente            | 25   | Odessa             | |
| Đặc khu Columbia | Sasha Perea                 | 28   | Washington, D.C.   | |
| Florida          | Ashley Cariño               | 27   | Kissimmee          | Sau này là Hoa hậu Hoàn vũ Puerto Rico 2022                                                            |
| Georgia          | Cora Griffen                | 25   | Columbus           | |
| Hawaii           | Allison Chu                 | 27   | Honolulu           | Trước đây là Hoa hậu Hawaii 2016 Chị gái của Julianne Chu, Hoa hậu Hawaii Hoa Kỳ 2018                  |
| Idaho            | Katarina Schweitzer         | 27   | Boise              | |
| Illinois         | Sydni Bennett               | 20   | Algonquin          | Trước đây là Hoa hậu Tuổi Teen Hoa Kỳ Illinois 2018                                                    |
| Indiana          | A'Niyah Birdsong            | 26   | Anderson           | |
| Iowa             | Katie Wadman                | 21   | Iowa City          | |
| Kansas           | Gracie Hunt                 | 22   | Overland Park      | Con gái của Clark Hunt và Tavia Shackles, Hoa hậu Kansas Hoa Kỳ 1993, và cháu gái của Lamar Hunt       |
| Kentucky         | Elle Smith                  | 23   | Louisville         | |
| Louisiana        | Tanya Crowe                 | 28   | Amite City         | Đội cổ vũ chuyên nghiệp cho New Orleans Saintsations                                                   |
| Maine            | VeronicaIris Bates          | 21   | Portland           | Thành viên tích cực của Không quân Hoa Kỳ                                                              |
| Maryland         | Layilah Nasser              | 26   | Montgomery Village | |
| Massachusetts    | Sarah DeSouza               | 25   | Dracut             | |
| Michigan         | Taylor Hale                 | 26   | Detroit            | Người chiến thắng sau này của chương trình Big Brother 24 và Người nội trợ được yêu thích nhất nước Mỹ |
| Minnesota        | Katarina Spasojevic         | 20   | Minnetonka         | |
| Mississippi      | Bailey Anderson             | 22   | Hurley             | |
| Missouri         | Joye Forrest                | 26   | Spanish Lake       | Cựu hoạt náo viên chuyên nghiệp của Los Angeles Laker Girls                                            |
| Montana          | Jami Forseth                | 24   | Huntley            | Trước đây là Hoa hậu Tuổi Teen Hoa Kỳ Montana 2016                                                     |
| Nebraska         | Erika Etzelmiller           | 24   | Lincoln            | Trước đây là Hoa hậu Tuổi Teen Hoa Kỳ Nebraska 2016                                                    |
| Nevada           | Kataluna Patricia Enriquez  | 27   | Las Vegas          | Người phụ nữ chuyển giới công khai đầu tiên dự thi Hoa hậu Hoa Kỳ                                      |
| New Hampshire    | Taylor Fogg                 | 26   | Newbury            | |
| New Jersey       | Celinda Ortega              | 26   | Fair Lawn          | |
| New Mexico       | Christa Schafer             | 26   | Las Cruces         | |
| New York         | Briana Siaca                | 27   | Brentwood          | |
| Bắc Carolina     | Madison Bryant              | 24   | Fayetteville       | |
| Bắc Dakota       | Caitlyn Vogel               | 21   | Minot              | Trước đây là Hoa hậu Tuổi Teen Hoa Kỳ Bắc Dakota 2019                                                  |
| Ohio             | Nicole Wess                 | 23   | Cincinnati         | |
| Oklahoma         | Albreuna Dominique Gonzaque | 28   | Oklahoma City      | |
| Oregon           | Allison Cook                | 27   | Portland           | Trước đây là Hoa hậu Oregon 2013                                                                       |
| Pennsylvania     | Sydney Robertson            | 24   | Williamsport       | Trước đây là Hoa hậu Tuổi Teen Hoa Kỳ Pennsylvania 2014                                                |
| Rhode Island     | Karly Laliberte             | 27   | Pawtucket          | |
| Nam Carolina     | Marley Stokes               | 24   | Lexington          | Trước đây là Hoa hậu Tuổi Teen Nam Carolina 2016                                                       |
| Nam Dakota       | Caroline Pettey             | 27   | Rapid City         | |
| Tennessee        | Elizabeth Pistole           | 21   | Franklin           | |
| Texas            | Victoria Hinojosa           | 22   | McAllen            | Cháu gái của Dân biểu Hoa Kỳ Rubén Hinojosa                                                            |
| Utah             | JessiKate Riley             | 25   | Beaver             | Trước đó là Hoa hậu Thiếu niên nổi bật Utah 2014 Trước đây là Hoa hậu Utah 2017                        |
| Vermont          | Joanna Nagle                | 27   | Colchester         | |
| Virginia         | Christina Thompson          | 25   | Leesburg           | Trước đây là Hoa hậu Tuổi Teen Hoa Kỳ New Jersey 2013 Con gái Hallie Bonell, Hoa hậu Ohio Hoa Kỳ 1987  |
| Washington       | Christine Brodie            | 26   | Seattle            | |
| Tây Virginia     | Alexis Bland                | 22   | Parkersburg        | |
| Wisconsin        | Samantha Keaton             | 20   | Milwaukee          | |
| Wyoming          | Mackenzie Kern              | 21   | Casper             | Trước đây là Hoa hậu Tuổi Teen Hoa Kỳ Wyoming 2018 Sau này là Hoa hậu Wyoming 2023                     |